# Ямасіро (лінкор)
«Ямашіро»(яп. 山城, «Гірський замок») — лінійний корабель японського імператорського флоту. Другий корабель типу «Фусо». Названий в честь старої японської провінції Ямашіро, розташованої в регіоні Кінкі, що на острові Хоншю. Відповідає південній частині сучасної префектури Кіото.
«Ямашіро» був закладений в 1915 році і вступив в стрій в 1917 році. На початку своєї служби лінкор патрулював неподалік від берегів Китаю і не брав участі в Першій світовій війні. У 1923 році брав участь у порятунку тих, що вижили після великого землетрусу Канто.
З 1930 по 1935 роки лінкор «Ямашіро» пройшов модернізацію, в процесі якої була покращена його броня і обладнання, перебудовані надбудови в стилі «пагода». По озброєнню лінкори типу «Фусо» поступалися японським лінкорам наступних типів, тому під час Другої світової війни лінкор грав допоміжну роль.
До 1944 року, після великих втрат японського флоту, «Ямашіро» залишив службу в береговій обороні і вступив до складу флоту, провідного активні бойові дії. Лінкор був флагманом Південної групи віце-адмірала Шьоджі Нішімури. Брав участь у битві в протоці Сурігао, битви в затоці Лейте. Вночі та рано вранці 25 жовтня «Ямашіро» бився проти переважаючого американського флоту. Лінкор був потоплений торпедами і гарматним вогнем американських лінкорів. Віце-адмірал Нішімура загинув разом з кораблем, і тільки 10 членів екіпажу вижили.

## Конструкція і модернізації

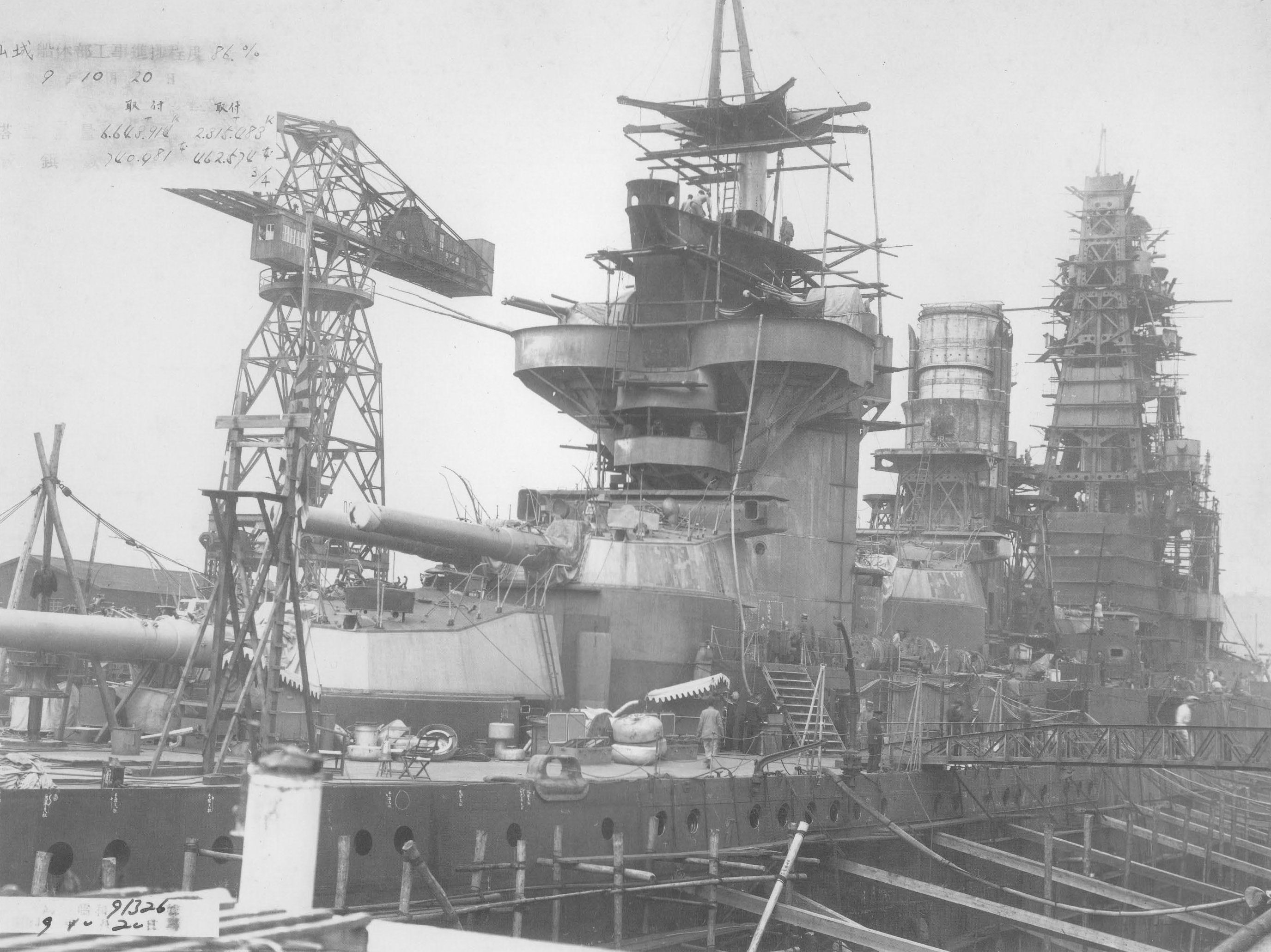
Лінійний корабель «Ямашіро» на модернізації

У ході першої модернізації 1930—1935 років, надбудова лінкора була збільшена численними платформами, встановлена фок-щогла. Задня надбудова була перебудована для розміщення 127-міліметрових зенітних гармат і встановлення додаткових постів керування вогнем. На «Ямашіро» була перебудована підводна частина — збільшені протиторпедні булі, для поліпшення підводного захисту і компенсації ваги додаткового обладнання та спорядження. Крім того підводна частина була розширена, а її корми подовжена на 7,62 м. Ці зміни збільшили загальну довжину корабля до 212.75 метрів, а ширину до 33,1 м . Водотоннажність лінкора в процесі модернізації збільшилася майже на 4000 тонн і склала 39,154 довгих тонн (39,782 т) при повному навантаженні.

### Броньовий захист
Під час своєї першої реконструкції броня «Ямашіро» була істотно посилена. Палубна броня була збільшена до товщини 114 мм. Поздовжні перегородки з високоміцної сталі завтовшки 76 мм були додані для поліпшення підводного захисту.

### Авіаційне озброєння
«Ямашіро» був оснащений майданчиком для зльоту літаків змонтованої на вежі № 2 в 1922 році. Передбачалося базування на ньому 3-х літаків, хоча корабель не був оснащений літаковим ангаром. Став першим лінкором в японському флоті отримав авіаційне озброєння.
В ході модернізації 1930-х років на кормі корабля була встановлена нова катапульта, підйомний кран і поліпшені умови базування літаків. Спочатку на кораблі базувалися біплани «Накаджіма E4N2», в 1938 році вони були замінені на «Накаджіма E8N2». З 1942 року лінкор «Ямашіро» отримав новий біплан «Міцубісі F1M», що замінив Накаджіма E8N2.

## Служба

### Загибель

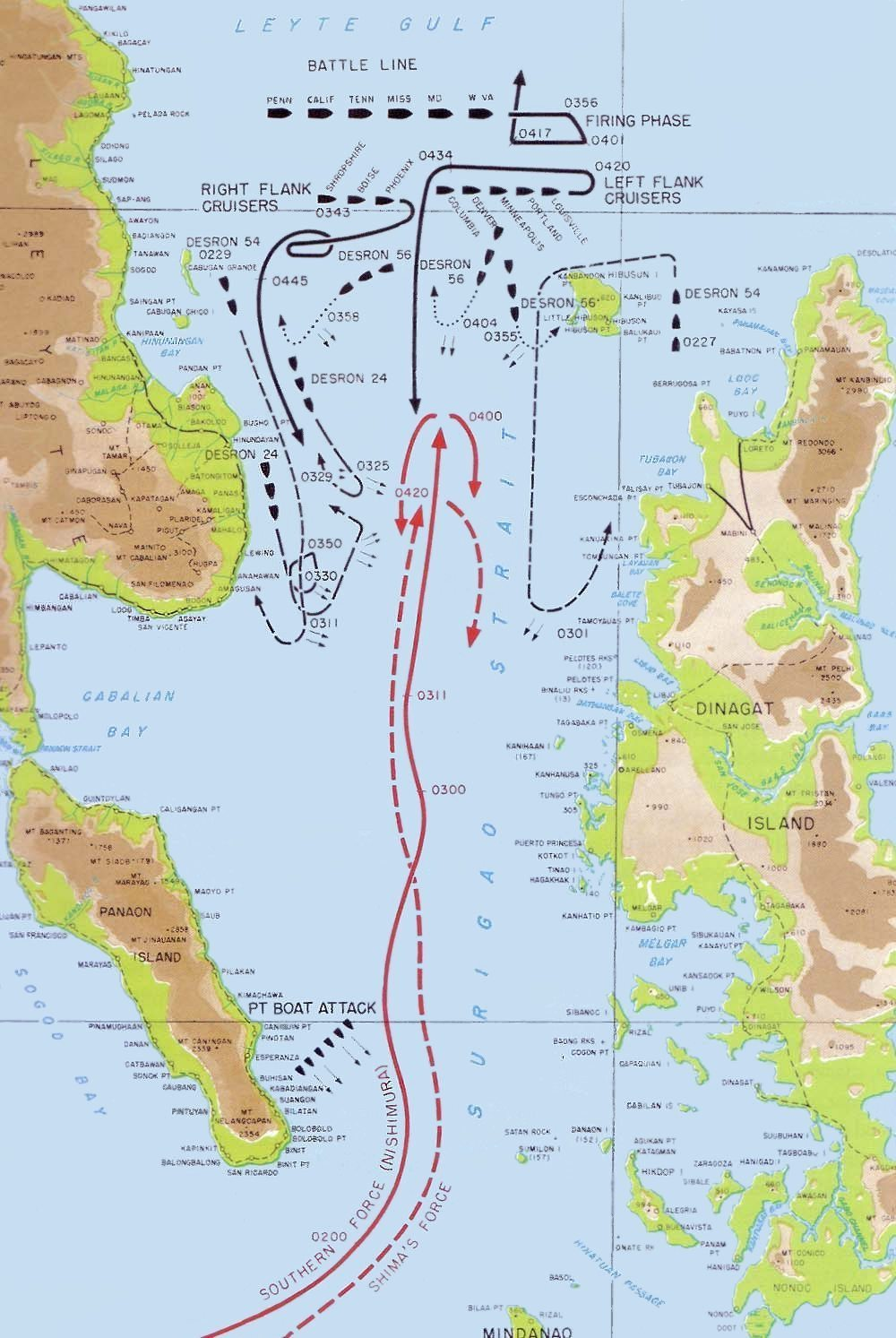
Битву в затоці Сурігао (схема)

«Ямашіро» у складі з'єднання вийшов в морі, маючи намір приєднатися до сил віце-адмірала Такео Куріти в затоці Лейте. Кораблі пройшли на захід від острова Мінданао в протоку Сурігао, де зустріли велике американське з'єднання. Битва в протоці Сурігао стало найважливішою подією в битві в затоці Лейте.
24 жовтня 1944 року в 03:52 лінкор «Ямашіро» піддався нападу великого американського з'єднання контр-адмірала Джессі Олдендорфа. Американське з'єднання складалося з трьох важких крейсерів: «Луїсвілль», «Портленд» і «Міннеаполіс», чотирьох легких крейсерів: «Денвер», «Колумбія», «Фінікс» і «Бойсе», а також шести лінкорів. Лінкори сформували лінію фронту; лінкор «Вест Вірджинія», ветеран Перл-Харбора, був першим, супроводжуваний «Теннессі» і «Каліфорнією». «Вест Вірджинія» відкрила вогонь і уразила принаймні одну ціль 406-міліметровим снарядом з 20 800-метрової відстані. «Меріленд» оснащений більш старою радіолокаційною установкою, приєднався до битви занадто пізно. «Пенсильванія» жодного разу не вистрілив, лінкору «Міссісіпі» вдалося домогтися одного точного попадання. Австралійський важкий крейсер HMAS «Шропшир» також мав застарілий радар і відкрив вогонь у 03:56.
Бомбардування лінкорів тривало 18 хвилин, сім кораблів Олдендорфа обстрілювали «Ямашіро». Перші потрапляння вразили бак і щоглу «пагода», незабаром весь лінкор був охоплений полум'ям пожежі. Дві передні вежі «Ямашіро» вели вогонь по противнику. Японський лінкор продовжив стріляти у всіх напрямках, але не міг вести вогонь іншими чотирма 14-дюймовими гарматами до 04:00. Після повороту на захід у 04:04 стався великий вибух, можливо вибухнула одна з середніх веж ЦК. У період 04:03 — 04:09 «Ямашіро» збільшив швидкість, незважаючи на катастрофічне поширення пожеж і пошкоджень. В цей час лінкор отримав торпедне потрапляння біля машинного відділення правого борту. 04:09 його швидкість впала до 12 вузлів. Віце-адмірала Нішімура телеграфував адміралу Такео Куріті: «Ми продовжуємо рух, доки не будемо повністю знищені. Я виконаю свою місію, як було сплановано. Будьте впевнені». У той же час Олдендорф віддав наказ про припинення вогню всьому формуванню після того як есмінець «Альберт Ст. Грант» постраждав від дружнього вогню. Незабаром і японські кораблі також припинили вогонь.
«Ямашіро» збільшив швидкість до 15 вузлів у спробі піти, але лінкор вже потрапили від двох до чотирьох торпед, і після влучень ще двох торпед біля машинного відділення правого борту, корабель почав кренитися на борт. Командир віддав наказ залишити судно, але сам не зробив спробу залишити бойову рубку. Корабель перекинувся протягом п'яти хвилин і швидко затонув, зникнувши під водою в проміжку 04:19 — 04:21. Вижили тільки 10 людей з приблизно 1636  членів екіпажу, що знаходилися на борту.
Джон Беннетт стверджував, що виявив затонулий «Ямашіро» у квітні 2001 року, але це не було підтверджено.